# فرودگاه لوندرینا
فرودگاه لوندرینا (به انگلیسی: Londrina Airport) (به زبان بومی: Aeroporto de Londrina-Governador José Richa) یک فرودگاه همگانی مسافربری با کد یاتا LDB است که یک باند فرود آسفالت دارد و طول باند آن ۲۱۰۰ متر است. این فرودگاه در شهر لوندرینا کشور برزیل قرار دارد و در ارتفاع ۵۶۹ متری از سطح دریا واقع شده است.

## شرکت‌های هواپیمایی و مقصدهای پروازی
| شرکت‌های هواپیمایی     | مقصدهای پروازی                                                       |
| --------------------- | -------------------------------------------------------------------- |
| آزول برزیلین ایرلاینز | ویراکوپوس-کامپیناس، مارشال روندو، آفونسو پنا                         |
| گول ایر ترنسپورت      | آفونسو پنا، سلگدو فیلهو، کونگونیاس-سائو پائولو، سائو پائولو گوارولوس |
| تام ایرلاینز          | آفونسو پنا، کونگونیاس-سائو پائولو، سائو پائولو گوارولوس              |